# Raja Meziane
Raja Meziane (* 1988) je alžírská zpěvačka, skladatelka, právnička a aktivistka.

## Biografie
Mezianová se narodila v roce 1988 ve městě Maghnia v provincii Tlemcen na severozápadě Alžírska, kde vyrůstala ve městě Chouhada. Její otec a vysokoškolský pedagog přírodních věd Ahmed ("H'mida") Meziane zemřel, když bylo Mezianové 8 let. K hudbě a divadlu se dostala mezi skauty a v šestnácti letech nahrála své první album dětských písní.
V roce 2007 studovala práva na univerzitě v Tlemcenu a přihlásila se do talentové soutěže Alhane wa chabab, v níž se stala finalistkou. Poté, co vydala dvě alba s písněmi kritizujícími režim, se v roce 2013 pokusila natočit celovečerní film, k němuž napsala scénář a hudbu. Protože se jí nepodařilo tento projekt financovat, rozhodla se věnovat své práci právničky. Alžírský bâtonnier (předseda právnické asociace) jí však bez jakéhokoli vysvětlení odmítl vydat osvědčení k výkonu právnické praxe.
Jelikož neuspěla ani v umění a ani v právu, v roce 2015 se přestěhovala do České republiky, kde našla prostředí příznivé pro rozvoj své umělecké kariéry.
V říjnu 2019 byla Meziane zařazena mezi 100 nejvlivnějších žen roku dle BBC.
| „                                                | Politický videoklip Allo le Système! zpěvačky Raja Meziane byl na YouTube zhlédnut více než 35 milionkrát. Kvůli jejím protivládním písním, které se zabývají sociální nespravedlností, údajnou korupcí a nerovností, byla nucena odejít z Alžírska do exilu. Nyní žije v Praze a je hlasitou podporovatelkou protestů v Alžírsku v roce 2019, kdy do ulic vyšly desetitisíce mladých lidí volajících po změně. | “ |
| — https://www.bbc.co.uk/news/world-50042279, BBC | |   |